# Fuerte Príncipe de Beira

El Real Forte Príncipe da Beira o Fortaleza do Príncipe da Beira fue una fortificación portuguesa localizada en la margen derecha del río Guaporé (o río Itenes), al sudsudeste de la actual ciudad de Guajará-Mirim, en el municipio de Costa Marques, estado de Rondonia, en el Brasil. Se localiza a 21 km al oesnoroeste de Costa Marques a 12°25′13″S 64°25′10″O / -12.42028, -64.41944.
En posición dominante en la frontera con Bolivia, esta fortaleza es considerada una de las mayores edificadas por la ingeniería militar portuguesa en el Brasil colonial, fruto de la política de Sebastião José de Carvalho e Melo (Marqués de Pombal) con respecto a los límites con la Corona española en América del Sur, definida por los tratados firmados entre las dos Coronas entre 1750 y 1777. "Príncipe da Beira" fue el título de los primogénitos de los herederos de los reyes de Portugal (es decir sus nietos), y así fue bautizado en homenaje al príncipe José de Braganza, nieto de João V (1705-1750).

## Historia
A soberania e o respeito de Portugal impõem que neste lugar se erga um Forte, e isso é obra e serviço dos homens de El-Rei nosso senhor e, como tal, por mais duro, por mais difícil e por mais trabalhoso que isso dê, (...) é serviço de Portugal. E tem que se cumprir.
La soberanía y el respeto de Portugal exigen que en este lugar se construya un Fuerte, y éste es obra y servicio de los hombres de nuestro señor el Rey y, como tal, por duro, por difícil y laborioso que sea, (. ..) es al servicio de Portugal. Y tienes que cumplir.
Luis de Alburquerque de Melo Pereira y Cáceres. Junio de 1776

### Antecedentes: la geopolítica de Portugal en la Amazonia
La construcción del Real Forte Príncipe da Beira, bien como la de los demás fuertes al oeste de la línea del Tratado de Tordesillas, ejemplifica la visión geopolítica de la diplomacia portuguesa en el siglo XVIII, que, aprovechándose del Tratado de Madrid (1750), procuró asegurar la posesión del territorio y, a despecho de otros tratados que lo anularían posteriormente, garantizó en líneas generales a la actual frontera del Brasil.
Durante el reinado de José I (1750-1777), el ministro Marqués de Pombal, lanzó un proyecto efectivo de colonización de la Amazonia. Bajo su orientación, decisiones estratégicas de gran alcance fueron tomadas, destacándose la construcción de un verdadero cordón de fuertes y fortalezas, a fin de cerrar las vías de penetración que, por el Norte y por el Oeste llevaban a la cuenca amazónica.
Asegurando la consolidación del dominio portugués en la cuenca del río Guaporé debido a la aproximación de los españoles, desde 1743, su antecesor, João V (1706-1750), teniendo en vista la exploración de oro en la región, creó la capitanía de Mato Grosso, nombrando como su primer gobernador y capitán general, a Antônio Rolim de Moura Tavares. Este fundó Vila Bela da Santíssima Trindade, en las márgenes del río Guaporé que pasó a ser la sede de la capitanía.
Paralelamente a la exploración de oro por portugueses y paulistas, los españoles procuraban el mismo objetivo, estableciendo misiones jesuitas a lo largo del Guaporé y sus afluentes, generándose una serie de conflictos.
Para garantizar la soberanía portuguesa en la región, fue construido, en 1769, el Presidio de Nuestra Señora de la Concepción, cuya fragilidad llevó a los españoles a intentar su conquista, pero no tuvieron éxito en virtud de haber sido víctimas de fiebres y otros males.
En 1772, asumió funciones Luís de Albuquerque de Melo Pereira e Cáceres, cuarto gobernador y capitán general de la capitanía de Mato Grosso. Conforme a la determinación de la Corona, en sus planes se encontraba el de dominar ambas márgenes del Guaporé, asegurando el control integral de las minas de los Guarujus, entre el Paragaú y el Tanquinhos (actual Mateguá), garantizando un camino seguro vía Guaporé, Mamoré y Madeira para el monopolio de la Companhia Geral de Comércio do Grão-Pará e Maranhão.
Para ese fin, viajó descendiendo por el río Guaporé al final de 1773, en el desempeño de las órdenes régias que le habían sido confiadas, inspeccionó y aprobó el lugar en la margen derecha, para una construcción de piedra y cal, en substitución a la anterior, el Fuerte de Braganza, entonces arruinado, y del cual distaba cerca de dos kilómetros.

### La construcción
Durante las obras, el director de las mismas Domingos Sambuceti falleció víctima de malaria, siendo substituido por el capitán de ingenieros Ricardo Franco de Almeida Serra, responsable más tarde por la nueva fortificación del Fuerte de Coímbra en 1797. Entre 1766 y 1776, siempre se trabajó «con al menos doscientas personas y luego más» (informe del gobernador y capitán general de la capitanía de Mato Grosso, en enero de 1786).
En sus dependencias funcionaba en 1797 un almacén real, depósito de armas, municiones, herramientas, alimentos, equipamientos náuticos y todo lo más necesario al uso de las fuerzas militares de la Corona lo mismo que de las reparticiones civiles.

### La fortaleza en elsigloXIX
A partir del final del siglo XVIII, consolidada la presencia portuguesa en la región, la fortaleza perdió a importancia estratégica. SOUZA (1885) informa que, en 1864, la plaza estaba guarnecida por diez soldados, de los cuales efectivamente tres en servicio; los demás estaban destacados en el Presidio de las Piedras Negras y en el de la desembocadura del río Itonamas.
Por las inscripciones identificadas en las dependencias de la prisión, se confirma que el fuerte fue usado como presidio político en el siglo XIX.
El mayor de ingeniería Guilherme Carlos de Lassance, el 1.º teniente de la marina Frederico de Oliveira y el médico Dr. João Severiano da Fonseca (autor de Viagem ao Redor do Brasil), que componían la Comissão Demarcadora dos Limites do Brasil con Bolivia (Comissão do Barão de Maracajú), en 1876 lo encontraron guarnecido con 14 soldados y un sargento.

### En elsigloXX
Abandonado en la época de la proclamación de la República brasileña, el fuerte fue visitado por el almirante José Carlos de Carvalho y otras autoridades (6 de julio de 1913), que labraron un acta de su visita, habiendo deliberado:
- Confiar el monumento histórico a la guarda del Estado de Mato Grosso, hasta que el gobierno federal resuelva sobre su administración definitiva;
- Trasladar una de las piezas de artillería encontradas en él para el Museu Histórico Nacional en Río de Janeiro, también como una de las medias puertas de madera, con herrajes de la época;

Además de eso, el gobierno del Estado de Mato Grosso resolvió trasladar para las dependencias del fuerte arruinado el puesto fiscal interino de Lamego y a mantener un destacamento de policía con la misión de custodiar y conservar el fuerte.